# Last Vegas
Last Vegas è un film del 2013 diretto da Jon Turteltaub, con protagonisti Michael Douglas, Robert De Niro, Morgan Freeman e Kevin Kline.

## Trama
Billy è un uomo ricco, con una fidanzata molto più giovane di lui, Lisa; quando uno dei suoi amici muore l'uomo diventa vittima di una crisi esistenziale e chiede a Lisa di sposarlo proprio mentre fa l'elogio funebre al funerale dell'amico, e lei gli risponde di sì. Nonostante Billy sia di età piuttosto avanzata, proprio come i suoi amici, decide di festeggiare il suo addio al celibato a Las Vegas con loro: il gruppo è formato da Sam, che vive in Florida con la moglie, avendo perso molta della sua vivacità col passare degli anni la moglie gli dà il permesso di tradirla durante il viaggio a Las Vegas, nella speranza che ciò possa aiutarlo a riacquistare l'energia di un tempo; poi c'è Archie che vive insieme a suo figlio Ezra, che è molto protettivo con lui specialmente dopo che suo padre ha avuto un infarto e dato che Ezra non sarebbe stato d'accordo con la storia del viaggio a Las Vegas decide di mentirgli dicendogli che sarebbe andato ad un ritiro parrocchiale; e per ultimo c'è Paddy, il migliore amico di Billy, che da quando è diventato vedovo di sua moglie Sophie non fa più vita sociale e partecipa malvolentieri all'addio al celibato.
Arrivati a Las Vegas i quattro amici conoscono Diana, una cantante che si esibisce in un locale poco frequentato; da subito Paddy e Billy ne rimangono affascinati. Il gruppo di vecchietti si sistema nella suite di un lussuoso hotel, e fanno la conoscenza di Lonnie, un dipendente dell'hotel che si occuperà di loro durante la permanenza. Le cose tra Billy e Paddy si fanno tese in quanto quest'ultimo non ha mai perdonato l'amico per non essere venuto al funerale della moglie, infatti decide di non prendere parte ai festeggiamenti. Billy, Archie e Sam vanno in un locale notturno, dove conoscono delle ragazze molto giovani che sono lì per festeggiare un addio al nubilato, Sam cerca di rimorchiare una delle damigelle che dimostra un certo interesse per gli uomini maturi. I tre anziani prendono le difese delle ragazze quando vengono importunate da Todd, un ragazzo dai comportamenti inopportuni, che però viene preso a pugni da Paddy, il quale ha raggiunto gli amici al locale.
Paddy, dopo aver picchiato Todd, inizia a sentirsi più attivo, tanto che il giorno dopo va da Diana passando un po' di tempo con lei, raccontandole di Sophie e di come lui e Billy rivaleggiassero per lei, ma che alla fine scelse lui all'amico, poi invita Diana alla festa dei addio al celibato di Billy. Quest'ultimo però, nonostante l'imminente matrimonio, non può nascondere l'interesse che nutre per Diana, e quindi pure lui va a trovarla passando con lei dei bei momenti, inoltre pure Billy le racconta la storia del triangolo amoroso tra lui, Paddy e Sophie, ma raccontandole una cosa che il suo amico ignora: Sophie è l'unica donna che abbia amato per davvero, e lei scelse proprio Billy, ma fu lui a tirarsi indietro spingendola tra le braccia di Paddy ritenendo che fosse la cosa giusta; Billy invita quindi Diana alla sua festa.
Paddy decide di smetterla di autocompatirsi, e di godersi la vita, quindi decide di prendere attivamente parte ai festeggiamenti per l'addio al celibato, anche se è dell'opinione che Billy non sia veramente innamorato di Lisa. Lonnie convince Todd a scusarsi con i quattro vecchietti per come si era comportato la notte scorsa, facendogli credere che sono quattro esponenti della criminalità organizzata. Lonnie aiuta i quattro amici a organizzare una grande festa nella loro suite. Calata la notte i festeggiamenti hanno inizio e nel frattempo arriva Ezra che aveva scoperto dell'inganno del padre rimproverandolo perché lui è dell'opinione che non sia appropriato che dopo l'infarto Archie faccia certe cose, quest'ultimo gli dice però che a prescindere da tutto lui è uomo in buona salute e che ha il diritto di vivere in pieno la sua vita, Ezra comprende che deve allentare la presa con suo padre e lo perdona prendendo pure lui parte ai festeggiamenti.
Sam incontra nuovamente la stessa ragazza che conobbe al locale, i due vanno in camera da letto e proprio quando lei si spoglia davanti a Sam, lui decide di non andare fino in fondo capendo che non potrebbe mai essere infedele alla moglie. Alla festa arriva pure Diana, sia Paddy che Billy capiscono di essere interessati alla stessa donna, la quale invece nutre interesse solo per Billy. Quest'ultimo decide di fare un passo indietro e prova a convincere Diana a dare una possibilità a Paddy, però Diana trova che questo sia inappropriato e che non può fare a lei la stessa cosa che fece a Sophie respingendola per fare un favore a Paddy, il quale ascolta la conversazione e, sentendosi ferito per essere stato all'oscuro della cosa per tutti questi anni, abbandona la festa senza nemmeno dare a Billy il tempo di spiegarsi.
Il mattino dopo Paddy, dopo essersi schiarito le idee, parla con Billy nella piscina dell'hotel facendogli capire che lui non ha il diritto di stabilire chi le persone debbano o non debbano amare. Lisa arriva all'hotel con le sue amiche, Paddy pur essendo arrabbiato capisce che in parte si sente in debito con Billy per avergli concesso la possibilità di passare tanti anni felici con la donna che amava, e capisce che l'unico modo che ha per sdebitarsi è quello di impedirgli di sposare una donna di cui non è veramente innamorato, quindi suggerisce a Billy di chiarire con Lisa. Alla fine Billy capisce che Paddy ha ragione e lascia Lisa, adesso però Billy deve fare i conti con le sue paure, infatti rivela agli amici che si sente frustrato perché a suo dire tutti e quattro sono invecchiati troppo velocemente, e Lisa lo faceva sentire giovane. Paddy, Sam e Archie lo rassicurano sul fatto che potrà sempre contare su di loro, poi Billy facendosi coraggio va da Diana mentre lei è al lavoro, dichiarandole i suoi sentimenti. Dopo aver salutato Lonnie, i quattro vecchietti si separano per le loro rispettive strade, Billy dice ai suoi amici che loro tre sono la cosa migliore che lui abbia.
Da allora sono passati cinquantotto giorni, Billy telefona ai suoi amici che sono tutti occupati con i loro impegni, infatti Paddy ha ripreso in mano la sua vita iniziando a frequentare un'altra donna, Archie gioca con sua nipote mentre Sam, che ha ritrovato l'energia di un tempo, è impegnato in un rapporto sessuale con la moglie; a eccezione di Sam, gli amici di Billy rispondono alla sua chiamata in cui annuncia che lui e Diana stanno per sposarsi.

## Produzione
Le riprese del film sono iniziate nel mese di ottobre del 2012 e si sono svolte tra Las Vegas ed Atlanta.

## Distribuzione
Il primo trailer del film viene diffuso online il 17 maggio 2013.
La pellicola è stata distribuita nelle sale cinematografiche statunitensi a partire dal 1º novembre 2013, mentre per quelle italiane era stata prevista per il 28 novembre. In seguito è stata rimandata al 23 gennaio 2014.